# 奈良育英中学校・高等学校の人物一覧
奈良育英中学校・高等学校の人物一覧 - （ならいくえいちゅうがっこう・こうとうがっこうのじんぶついちらん）は、奈良育英中学校・高等学校に関係する主な人物の一覧記事。

## 著名な出身者

### 政治（立法）
- 鍵田忠兵衛 - 元衆議院議員（奈良1区選出；自民党｝。元奈良市長、元奈良県議会議員（奈良市選挙区）
- 小林ちづ - 元衆議院議員（旧三重1区選出；日本社会党）

### 学術
- 長田彰文 - 上智大学教授[要出典]

### マスメディア
- 大抜卓人 - ディスクジョッキー（FM802）[要出典]

### 音楽
- 三木道三 - 歌手
- 仲川健治 - ミュージシャン（元セブンハウス)
- 細川雄平 - ミュージシャン（元THEつんくビ♂ト)

### 舞台芸術・芸能
- 坂元裕二 - 脚本家
- 安達健太郎 - お笑い芸人 カナリア

### スポーツ
- 柳本啓成 - 元サッカー選手（元日本代表）
- 楢﨑正剛 - 元サッカー選手（元日本代表）
- 藤井健太 - フットサル選手（フットサル日本代表）
- 矢部次郎 - サッカー選手
- 東幸一 - サッカー選手
- 中谷勇介 - 元サッカー選手（元アジア大会日本代表）
- 中村祥朗 - サッカー選手
- 広野耕一 - 元サッカー選手
- 檜山勇樹 - サッカー選手
- 北本久仁衛 - サッカー選手（元アテネ五輪代表）
- 西嶋弘之 - サッカー選手
- 石田雅人 - サッカー選手
- 塚本翔平 - サッカー選手
- 吉田智尚 - サッカー選手
- 河原正治 - サッカー選手
- 小川圭佑 - サッカー選手
- 村山拓也 - 元サッカー選手
- 佐藤悠希 - サッカー選手
- 奥田達朗 - サッカー選手
- 二見宏志 - サッカー選手
- 堀内颯人 - サッカー選手
- 島田拓海 - サッカー選手
- 道上龍 - レーシングドライバー[要出典]